# Solitud
Solitud és una novel·la escrita per Caterina Albert i Paradís sota el pseudònim de «Víctor Català» i publicada en fulletons inclosos en la revista Joventut entre el març del 1904 i el maig del 1905. És la novel·la més coneguda de l'autora i s'emmarca dins del Modernisme, moviment literari i artístic de gran transcendència a Catalunya. L'any 1908 fou publicada com a novel·la sencera.
Les tensions entre l'individu i l'entorn constitueixen el fonament simbòlic d'aquesta obra, construïda a partir d'una selecció de la realitat molt ben estructurada i treballada. L'autora, amb gran destresa i poder descriptiu, situa el lector en un escenari inquietant, la muntanya, que comparteix el protagonisme amb el personatge de Mila.
Albert i Paradís va saber crear una narració plenament simbòlica i un bon exemple el constitueix la imatge deforme del sant que hi ha a la capella, i de la qual la Mila fa una valoració ambiental. Posteriorment, aquest simbolisme ha estat aprofitat per a diverses adaptacions cinematogràfiques i teatrals, que són molt representatives de la realitat social, l'aïllament i la misogínia estructural de les primeries del segle xx.

## Argument
L'obra tracta l'itinerari vital i interior de Mila, la protagonista, fins que s'arriba a conèixer a ella mateixa. A la manera de les novel·les modernistes, és una història d'autoconstrucció i descobriment de la pròpia personalitat. Mila és una dona insatisfeta amb la seva relació matrimonial; el seu marit és un home gandul i amb poca personalitat, a qui ha de seguir per fer-se càrrec d'una ermita en una muntanya solitària i abrupta. La profunda insatisfacció que pateix la porta al desequilibri emocional, que intenta pal·liar amb les relacions personals que manté amb altres personatges, sobretot amb el pastor Gaietà. Relacions marcades per la cerca de l'amor, l'instint maternal i el desig de formar part d'alguna cosa. El coneixement de la seva pròpia personalitat, que assolirà al final de la novel·la, li suposarà assumir la pròpia solitud per poder iniciar una altra vida o poder-la canviar profundament.

## Anàlisi i simbolisme
És una novel·la simbòlica que fuig del realisme descriptiu i selecciona elements de la realitat per transformar-los en símbols. No pretén descriure ni fotografiar la realitat de la seva protagonista, sinó tan sols suggerir-la amb la seva pròpia mirada i des del seu punt de vista. El primer símbol n'és la muntanya que, a més a més d'exercir de marc, simbolitza les dificultats de la vida amb la seva difícil ascensió i la dificultat de la vida als cims. Altres personatges com el pastor, Gaietà, i l'Ànima també són símbols. El pastor exerceix la funció de guia de Mila en aquesta mirada cap a l'interior. El pastor és un creador, un personatge fet a si mateix, un artista, un guia nietzschià. Les converses amb el pastor la reconforten i l'ajuden a no sentir-se tan buida ni sola. L'Ànima simbolitza els instints terrenals, la barbaritat dels éssers humans, la seva irracionalitat més amagada, profunda i instintiva. Amb el personatge de Mila, es pot observar que hi ha una influència ibseniana: només qui s'ha fet fort en el coneixement -sempre dolorós- de la realitat pot restar sol, i a Mila li passa això; a partir de tot el que ha patit, s'ha fet forta i s'enfronta al seu món real.
Un dels trets característics d'aquesta novel·la és el llenguatge. L'ús d'una llengua viva i expressiva que utilitza diverses varietats i registres per a donar més vivesa al relat i diferenciar l'estil dels personatges. Així, per exemple, el pastor utilitza una parla singular, típica de les altes muntanyes i molt rica en expressions, rondalles i cultura popular.

## Personatges
| Personatge        | Funció                                            |
| ----------------- | ------------------------------------------------- |
| Mila              | protagonista principal                            |
| Ànima             | antagonista i representació del mal               |
| Gaietà            | pastor que exerceix de guia espiritual de la Mila |
| Maties (o Matias) | marit de la Mila, impersonal i influenciable      |
| Baldiret          | Criatura que la Mila no pot concebre              |
| Arnau             | amor prohibit i desig sexual de la Mila           |

S'estableix un triangle narrador-protagonista-lector, en què aquest darrer descobreix què hi ha més enllà de les meres aparences de la realitat i ho fa al mateix temps que Mila i mitjançant els seus estats d'ànim.
L'argument comença in media res, quan la dona i Maties, el seu recent marit, inicien l'ascens a la muntanya on faran d'ermitans. El medi muntanyenc advers, la figura deforme i monstruosa de l'Ànima -caçador furtiu símbol del mal i vinculat a l'estètica decadent de la lletjor-, el capteniment bestial de la multitud i l'abandó del marit enfonsen Mila en el dolor. L'agressió de l'entorn es deu a la manca d'individualització de la seva personalitat, constituïda encara per matèria inerta.
El pastor, símbol del bé i de l'artista modernista, representa la força creadora primigènia -encarna la teoria de la "Paraula Viva" de Maragall- i exerceix la funció de guia de Mila, que, amb el seu suport i els seus ensenyaments (la inicia en els secrets de la natura), troba la pròpia identitat personal. L'acció transformadora que exerceix la dona en netejar l'ermita abandonada és una metàfora de la creació artística -ordenació de la realitat caòtica- i les rondalles que el pastor li explica en el dialecte muntanyenc signifiquen la força creadora que, en traduir en paraules l'emoció que desvetlla la contemplació de la natura, desperten en ella una nova consciència superior.
Amb la visió del paisatge, descrit com un quadre decadentista, i la seva integració en el mateix esperit, la protagonista, després que ha estat víctima d'esdeveniments tràgics, capta la realitat per via intuïtiva. La davallada de Mila des de la muntanya a la terra baixa, sola per elecció personal, aporta la significació final de la novel·la, enfrontar-se per si mateixa a la resta de l'existència.

## Premis i reconeixements
- 1909 - Premi Fastenrath
- 1829 - Jocs Florals de Barcelona[4]

## Traduccions
- alemany: Sankt Pons, tr. Eberhard Vogel, Berlin: S. Fischer Verlag, 1909.
- anglès: Solitude, tr. David H. Rosenthal, Londres: Readers International, cop., 1992.
- castellà: Soledad, tr. B. Losada. Madrid: Alianza Editorial/Enciclopèdia Catalana, 1986.
- esperanto: Soleco, tr. Josep Ventura i Freixas, Barcelona: Talleres Gráficos Hostench S.A., 1967.
- francès: Solitude, tr. Marcel Robin, París: Éditions Denoël, 1938; tr. Marcel Robin, revu, corrigé et augmenté par François-Michel Durazzo, París: Éditions Phébus, janvier 2014.
- italià: Solitudine, tr. Alfredo Gianini, Carabba Editore, 1918.
- romanès: Singuratate, tr. Irina Calin, Bucarest: Meronia, 1998.
- txec: Samota, tr. Jan Schejbal, Praga: Odeon, 1987.
- aranès: Solitud, tr. Maria Vergés i Pérez, Lleida: Pagès Editors, SL, 2007.

## Adaptacions

### Cinema
L'any 1944 s'estrenà la primera adaptació cinematogràfica de la novel·la Solitud, sota el títol Adversidad i dirigida per Miquel Iglesias i Bonns. Es tracta d'una adaptació lliure de l'obra de Caterina Albert, en què el matrimoni format per Mónica i Matías viu apartat del poble i dedicat a la conservació d'una vella ermita. Mónica té dos admiradors que es barallen i l'un acaba matant i robant a l'altre. Aquest succés serveix per tornar a unir el matrimoni.
Tractant-se d'un film a contracorrent i malgrat els temors dels productors, la censura no va posar gaires inconvenients i Iglesias aconseguí fer un dels primers films basats en obres de la literatura catalana en el context franquista.
Entre els anys 1990 i 1991 s'estrenà una segona adaptació. Solitud és el primer llarg del director Romà Guardiet i Bergé. En aquesta pel·lícula, Guardiet aconsegueix aprofundir en els sentiments humans a través de la música descriptiva i una representació realista de costums i formes de viure que semblen perduts, juntament amb un ritme narratiu lent i minuciós. A diferència de la versió anterior de Miquel Iglesias, el director desdramatitza els esdeveniments argumentals de la novel·la per utilitzar-los com a punts de referència.

### Teatre

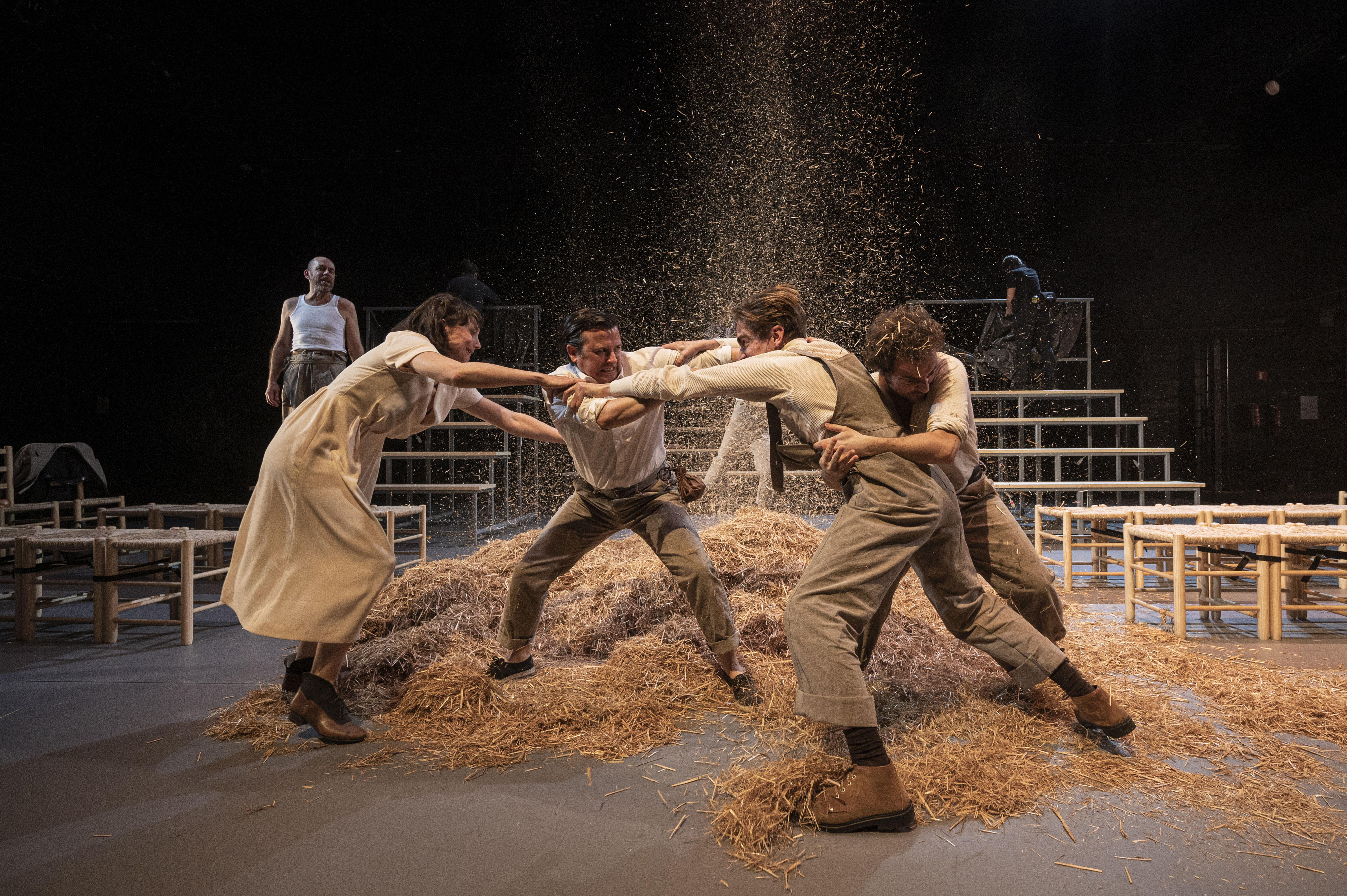
Solitud, adaptació presentada al Teatre Nacional de Catalunya el 2020.

Durant la temporada escènica 2019-2020, el Teatre Nacional de Catalunya estrenà una adaptació de l'obra, dirigida per Alícia Gorina López-Dóriga i emmarcada en el projecte Epicentre Pioneres —amb l'objectiu de recuperar la visió femenina en l'herència del patrimoni cultural i teatral.
L'obra fou representada a la Sala Petita amb un repartiment format per Pepo Blasco (en el paper d'Ànima), Oriol Guinart (com a Matias) Pol López (Pastor) Maria Ribera (Mila), Adrià Salazar (Baldiret), Pau Vinyals (Arnau) i Ona Grau, Laura Luna i Adriana Parra (com a feixineres). La seua trama aprofundí, a través de les acotacions, en el paisatge com a descripció lèxica per expressar l'existència, l'instint animal com a contraposició del progrés cultural i el temps com a identificador de la geografia humana, així com les lliçons apreses enmig de l'aïllament. Gorina López-Doriga ho aprofita per emfatitzar entre l'art i la vida.
Per altra banda, el guió reforça el context de la violació que Caterina Albert i Paradís descriu a la novel·la. A través del personatge i el monòleg final de la Mila, i també de les tasques rutinàries assumides per les feixineres, la representació expressa el masclisme propi de l'època i la realitat encoberta d'aquella violència de gènere estructural de l'inici del segle xx. Alhora, el combina amb una introspecció cap al desig sexual de la dona i l'amargor personal i sentimental, mitjançant la figura del narrador omniscient.